# 이노우에 다케시
이노우에 다케시(일본어: 井上 健, 1928년 9월 30일 ~ 1992년 4월 5일)는 일본의 전직 축구 선수로 현역 시절 포지션은 미드필더였다.

## 클럽 경력
1928년 일본 효고현 니시노미야시 출생으로 1952년 우라와 레즈에서 프로에 정식 입문했고 이후 1960년 은퇴할 때까지 8년간 활동하며 1955년 일왕배 우승에 기여했다.

## 국가대표팀 경력
1954년 3월 7일 도쿄도에서 열린 대한민국과의 1954년 FIFA 월드컵 아시아 지역 예선 13조 1차전 홈 경기에 출전했는데 이는 다케시가 처음이자 마지막으로 출전한 유일한 국제 A매치 경기로 남았으며 1992년 4월 5일 향년 63세를 일기로 생애를 마감했다.

## 통계
| 일본 | 일본 | 일본 |
| 연도 | 출전 | 득점 |
| ---- | ---- | ---- |
| 1954 | 1    | 0    |
| 통산 | 1    | 0    |